# Ondřej Kovařík
Ondřej Kovařík (* 21. srpna 1980 Kyjov) je český diplomat a politik, v letech 2019 až 2025 poslanec Evropského parlamentu, nestraník za hnutí ANO.

## Život
Vystudoval mezinárodní obchod a mezinárodní studia a diplomacii na Fakultě mezinárodních vztahů Vysoké škole ekonomické v Praze (získal titul Ing.). Později absolvoval mezinárodní program v oblasti managementu veřejné správy, regionálního rozvoje a programů EU na prestižní škole École nationale d'administration (ENA) ve Štrasburku a v Paříži.
V letech 2003 až 2010 působil na Ministerstvu zahraničních věcí v Praze v sekci ekonomických vztahů a na ZÚ v Ottawě, kde řídil úsek ekonomické diplomacie. V letech 2007 až 2009 se pro Úřad vlády věnoval předsednictví ČR v Radě EU, kde se zabýval oblastí bezpečnosti, dopravy a koordinace s rezorty. Od roku 2010 na Ministerstvu obrany ČR řídil kancelář 1. náměstka ministra obrany ČR a později zastupoval ČR při Evropské obranné agentuře.
Od října 2015 působil jako hlavní poradce poslanecké delegace hnutí ANO 2011 v Evropském parlamentu a jako asistent europoslankyně Dity Charanzové.

## Politické působení
Ve volbách do Evropského parlamentu v květnu 2019 byl zvolen jako nestraník za hnutí ANO 2011 europoslancem, když figuroval na 6. místě kandidátky hnutí.
Působil v parlamentních výborech a podvýboru:
- Hospodářský a měnový výbor (ECON)
- Výbor pro dopravu a cestovní ruch (TRAN) – jako náhradník
- Výbor pro občanské svobody, spravedlnost a vnitřní věci (LIBE) – jako náhradník
- Podvýbor pro daňové záležitosti (FISC) – jako náhradník

Působil v delegacích:
- Delegace pro vztahy s Kanadou (D-CA)
- Delegace v Parlamentním shromáždění pro partnerství EU–Spojené království (D-UK) – jako náhradník
- Delegace pro severní spolupráci a pro vztahy se Švýcarskem a Norskem, ve Smíšeném parlamentním výboru EU-Island a ve Smíšeném parlamentním výboru Evropského hospodářského prostoru (D-EEA) – jako náhradník[8]

Ve volbách do Evropského parlamentu v červnu 2024 obhájil mandát europoslance jako nestraník za hnutí ANO na 7. místě kandidátky. V dubnu 2025 oznámil, že se z rodinných důvodů rozhodl ukončit své působení v Evropském parlamentu. Na mandát oficiálně rezignoval dne 30. července 2025.